# Sguardi al femminile
Sguardi al femminile è una rassegna culturale di arti contemporanee come il cinema e la fotografia gemella del premio Etruria Cinema che vuole osservare la realtà, la creatività e la società moderna attraverso la percezione della donna. Ha ulteriormente sviluppato questo tema mettendo a confronto la letteratura ed il cinema.
Sguardi al Femminile è stata ideata nel 2004 dall'associazione Culturale Mediterraneo, le prime due edizioni si sono tenute alla Stazione Termini, presso il mezzanino giallo, le successive due all'Università Roma Tre.